# Кайракты (Оренбургская область)
Кайракты — посёлок в Акбулакском районе Оренбургской области. Административный центр Базартюбинского сельсовета.

## География
Посёлок расположен недалеко от районного центра — Акбулака.
Часовой пояс
Посёлок Кайракты как и вся Оренбургская область, находится в часовой зоне МСК+2. Смещение применяемого времени относительно UTC составляет +5:00.

## Население
| 2010 |
| ---- |
| 699  |